# تشن يوان
تشن يوان (بالصينية: 陈元) هو مصرفي واقتصادي وسياسي صيني، ولد في 1945 في الصين. حزبياً، نشط في الحزب الشيوعي الصيني. وقد انتخب عضو في اللجنة الوطنية لجمهورية الصين الشعبية خلال فترته النيابية ‏ وانتخب Vice Chairperson of the Chinese People's Political Consultative Conference ‏ (11 مارس 2013 – ).